# Афанасьевка (Кемеровская область)
Афанасьевка — упразднённая деревня в Ижморском районе Кемеровской области. На момент упразднения входила в состав Троицкого сельского поселения. Исключена из учётных данных в 1997 году.

## География
Располагалась на правом берегу реки Берикуль, у остановочного пункта 3664 км Западно-Сибирской железной дороги, на расстоянии примерно 3,5 км по прямой к северо-востоку от села Воскресенка.

## История
Основана в 1908 г. По данным на 1926 году выселок Афанасьевка состоял из 22 хозяйств. В административном отношении входил в состав Воскресенского сельсовета Троицкого района Томского округа Сибирского края.

## Население
| 1970 | 1979 | 1989 |
| ---- | ---- | ---- |
| 43   | ↘21  | ↘5   |

По переписи 1926 г. на выселке проживало 119 человек (56 мужчин и 63 женщин), основное население — русские.